# RMS Tayleur

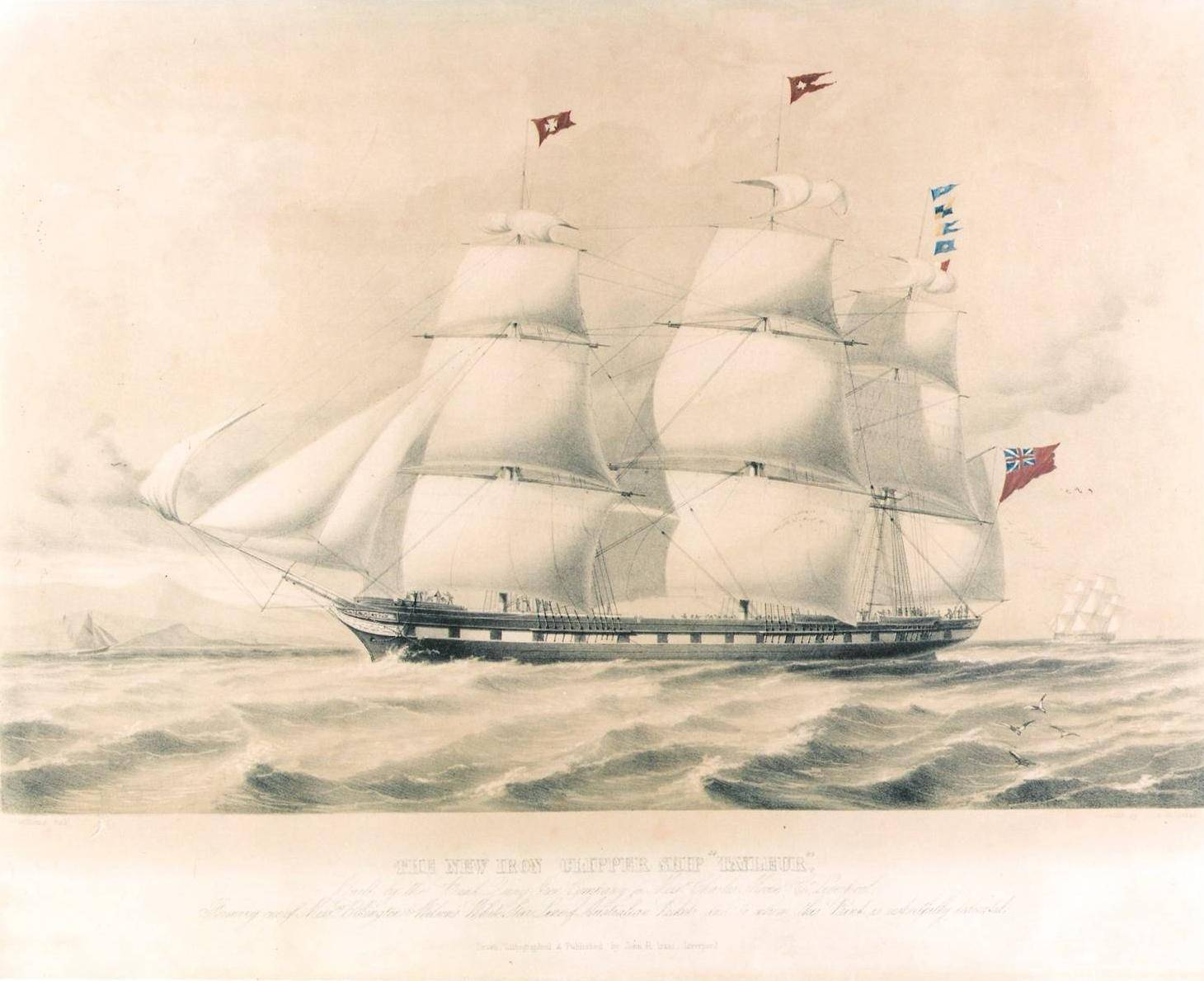
RMS Tayleur

RMS Tayleur a fost o corabie cu pânze de fier navlosită de compania maritimă White Star Line. Ca aspect, aceasta era largă, rapidă și conținea la bordul său o tehnologie avansată pentru vremurile respective. 
Din nefericire, a eșuat în turul său inaugural, scufundându-se în mare în anul 1854. Scufundarea a fost facilitată de către mai mulți factori, printre care și eșuarea unui echipament de la bord sau inexperiența echipajului angajat. Dintr-un total de aproximativ 650 de persoane, doar 290 au supraviețuit. Mai târziu, în urma acestui eșec, RMS Tayleur a fost poreclită „primul Titanic”.

## Istorie

### Construcția
RMS Tayleur a fost proiectată de către William Rennie din Liverpool și construită de către proprietarul său, Charles Moore & Company. Denumirea provine de la Charles Tayleur. A fost lansată în Warrington, pe râul Mersey, la 4 octombrie 1853. Construcția sa a durat aproximativ șase luni. La final, corabia avea 230 de picioare (adică 70,104 metri) în lungime și cântărea aproximativ 1 750 de tone. 